# Gezitang Shuiku
Gezitang Shuiku (kinesiska: 鸽子塘水库) är en reservoar i Kina. Den ligger i provinsen Liaoning, i den nordöstra delen av landet, omkring 320 kilometer sydväst om provinshuvudstaden Shenyang. Gezitang Shuiku ligger 34 meter över havet. Arean är 0,61 kvadratkilometer. Trakten runt Gezitang Shuiku består till största delen av jordbruksmark. Den sträcker sig 1,9 kilometer i nord-sydlig riktning, och 1,4 kilometer i öst-västlig riktning.
Genomsnittlig årsnederbörd är 726 millimeter. Den regnigaste månaden är juli, med i genomsnitt 257 mm nederbörd, och den torraste är januari, med 11 mm nederbörd.